# Maud Boyet
Pour les articles homonymes, voir Boyet.
Maud Boyet est une chercheuse française en géochimie qui exerce au sein du Laboratoire magmas et volcans de Clermont-Ferrand.
En étudiant les météorites afin de remonter l’histoire de la formation de la Terre, Maud Boyet a notamment découvert un événement jusqu’alors ignoré de la communauté scientifique. Découverte qui lui a permis d’établir que notre planète, entre le « Big Bang » et la structure que nous connaissons aujourd’hui, s’est différenciée sur une période de seulement 30 millions d’années – ce qui est très court en regard de ses 4,5 milliards d’années d’âge[réf. nécessaire].

## Récompenses et distinctions
- Médaille de bronze du CNRS (2013)[1]
- Prix Georges Millot de la SGF (2021)[2],[3]